# Даниил (Нусиро)
Митрополи́т Дании́л (яп. 府主教ダニイル, в миру Иуда Нусиро Икуо, яп. イウダ 主代 郁夫, при рождении Ёсихара イウダ吉原郁夫; 5 сентября 1938, Тоёхаси, Айти — 10 августа 2023, Surugadai) — архиерей Японской православной церкви Московского патриархата и её предстоятель (2000—2023) с титулом «Высокопреосвященнейший Архиепископ Токийский, митрополит всея Японии» (東京の大主教・全日本の府主教).
Тезоименитство — 30 августа (12 сентября), обретение мощей благоверного князя Даниила Московского.

## Биография
Икуо Ёсихара родился в православной семье в городе Тоёхаси префектуры Айти в Японии. Крещён с именем Иуда в честь апостола Иуды Фаддея, брата Господня.
В 1962 году окончил факультет французской литературы университета Айти.
В 1965 году окончил Токийскую духовную семинарию, В 1968 году — Свято-Владимирскую духовную академию в Нью-Йорке (США), где получил степень магистра богословия. Между 1968 и 1969 годами работал в Свято-Владимирской семинарии над своей магистерской диссертацией: «Жизнь и богословское наследство Николая Кавасилы».
В ноябре 1969 года в Токийском соборе Воскресения Христова рукоположён в сан диакона, в январе 1972 года — в сан пресвитера, назначен настоятелем храма апостола Матфея в Тоёхаси. Впоследствии был возведён в сан протоиерея.
Овдовел. После кончины супруги принял её фамилию — Нусиро (主代).
14—15 июня 1999 года на совещании клира Японской Православной Церкви был выдвинут одним из трёх кандидатов в архиереи для представления патриарху и Священному Синоду Русской Православной Церкви.
20 августа 1999 года в Троицком соборе Троице-Сергиевой лавре принял монашеский постриг с наречением имени Даниил, в честь благоверного князя Даниила Московского.
6 сентября 1999 года в Успенском соборе Московского Кремля патриархом Московским и всея Руси Алексием II возведён в сан игумена.
6 октября того же года постановлением Священного Синода определено быть епископом Киотоским.
11 ноября 1999 года в Троицком соборе Свято-Данилова монастыря в Москве архиепископом Калужским и Боровским Климентом по благословению патриарха Московского и всея Руси Алексия II возведён в сан архимандрита.
14 ноября 1999 года в Богоявленском кафедральном соборе хиротонисан в сан епископа Киотского и управляющего Западно-Японской епархией Японской Автономной Православной Церкви. Хиротонию совершали Патриарх Алексий II, митрополит Крутицкий и Коломенский Ювеналий (Поярков), митрополит Смоленский и Калининградский Кирилл (Гундяев), митрополит Волоколамский и Юрьевский Питирим (Нечаев), архиепископ Истринский Арсений (Епифанов), епископ Филиппопольский Нифон (Сайкали) (Антиохийский Патриархат), епископ Бронницкий Тихон (Емельянов), епископ Корсунский Иннокентий (Васильев), Орехово-Зуевский Алексий (Фролов), епископ Красногорский Савва (Волков) и епископ Иокогамский Петр (Арихара).
После неожиданной болезни епископа Петра (Арихара), благословлённого занять Токийскую митрополичью кафедру, Чрезвычайным Поместным Собором Японской Автономной Церкви избран новым предстоятелем Японской Автономной Церкви 6 мая 2000 года.
С 14 мая 2000 года — митрополит Токийский и всей Японии, глава Автономной Японской православной церкви.
6 сентября 2003 года за вклад в распространение Православия в Японии награждён Орденом святого благоверного князя Даниила Московского (I степени).
Получил некоторую популярность в Рунете после того, как в интернет-голосовании за избрание нового патриарха среди мирян в январе 2009 года, в результате флеш-моба занимал первое место, опережая в том числе митрополита Смоленского и Калининградского Кирилла. Администрация сайта пыталась исправить ситуацию обнулением голосов за Даниила и исключением его из числа кандидатов, объясняя столь высокий рейтинг хакерской атакой. Эти действия вызвали возмущение голосовавших и стали причиной подозрений и обвинений организаторов голосования в создании сайта исключительно с целью пиара митрополита Кирилла.
28 ноября 2017 года решением Священного Синода Русской православной церкви, «принимая во внимание важность участия в руководстве работой Архиерейского Собора предстоятелей автономных и самоуправляемых частей Московского Патриархата», включён в состав Священного Синода на время работы Собора.
4 декабря 2017 года, несмотря на то, что предстоятели Японской церкви имеют право ношения второй панагии, был повторно награждён правом ношения второй панагии, что было внесено в Устав Русской православной церкви для последующих предстоятелей Японской православной церкви.
Умер 10 августа 2023 года.

## Награды
- Орден святого благоверного князя Даниила Московского I степени (6 сентября 2003)
- Орден святого равноапостольного Николая, архиепископа Японского I степени (18 сентября 2012)[7].
- Орден преподобного Серафима Саровского I степени (5 сентября 2013)[8]
- Орден святителя Иннокентия, митрополита Московского и Коломенского I степени (5 сентября 2018 года, к 80-летию со дня рождения).